# Reino de Waterford
O Reino de Waterford foi um pequeno, mas poderoso enclave hiberno-nórdico que aparece na crônica do século XII Cogad Gáedel re Gallaib (guerra dos irlandeses contra os estrangeiros) e outros escritos contemporâneos como os Anais dos quatro mestres, Anales de Inisfallen e Anales de Tigernach. Ivar de Waterford (m. 1000), é a figura principal dos governantes de Waterford a princípios do século XI.
Os viquingues criaram o longphort de Waterford em 853, assentaram-se e fundaram uma cidade em 914. As relações com seus vizinhos irlandeses não foram precisamente fluídas, em 860 se enfrentaram ao rei de Osraige e foram vencidos depois de cruenta batalha. Em 892, os viquingues de Waterford, Wexford e St. Mullins foram derrotados. 
O primeiro caudilho que registam as crônicas contemporâneas foi Ottir Iarla, um jarl muito próximo ao poderoso Ragnall ua Ímair. Os reis viquingues do século XI, descendentes de Ivar de Waterford, foram aliados e vassalos da dinastia Ou'Brien, com quem arranjavam casamentos e inclusive na década de 1070 Diarmait, filho de Toirrdelbach Ua Briain, exerceu governo direto sobre o território.
Poul Holm argumenta que o [[reino de Dublim]], Waterford e Limerick, se podem classificar como cidade estado como define Mogens Herman Hansen e o Copenhagen Polis Centre.

## Ystoria Gruffudd ap Cynan
No manuscrito do século XIII Ystoria Gruffudd ap Cynan, aparece um relato sobre a origem de alguns reinos viquingues de Irlanda, quando o rei Haroldo I da Noruega fundou o reino de Dublim e deu Waterford a seu irmão. É mais bem uma lenda sem base histórica, e por outro lado nem sequer há menção disso nas sagas nórdicas.

## Dirigentes do Reino de Waterford
1. Ottir Iarla (914-917)
2. Ragnall ua Ímair (917-920/1), seu filho Ívarr Ragnaldsson (c. 900 - 950) é provavelmente o pai de Ivar de Waterford.
3. Gofraid ua Ímair (921-926)
4. Olaf III Guthfrithson (926-941)
5. ??? (941-969)
6. Ivar de Waterford (969-1000), provavelmente neto de Ragnall
7. Ragnall mac Ímair (970-995), Filho de Ivar[5]
8. Sihtric mac Ímair (970-1022), Filho de Ivar, irmão de Ragnall mac Ímair[6]
9. Ragnall mac Ragnaill (ou Radnaill, 1022-1031), Filho de Ragnall mac Ímair ou de Radnall mac Ímair (c. 970)[7][8]
10. Amlaíb mac Sihtric (Óláfr Sigtryggrsson, 1000-1034), filho de Sihtric mac Ímair.[9] Algumas fontes identificam a Amlaíb com Olaf Sigtryggsson, rei de Mann.
11. Cuionmhai Ua Rabann (1135-1137)[10]
12. Wadter (?-?)
13. Ragnall (?-1170)
14. Ou’Faoláin (?-1170)

O destino dos escandinavos de Waterford é incerto desde a invasão dos normandos; depois da ocupação de sua cidade, existem registros que falam da dispersão e assentamentos  em territórios adjacentes. Também é incerto o tempo que a dinastia nórdica Uí Ímair se manteve no poder.

## 2
1. ↑  Waterford County Museum - Lewis's Topographical Dictionary
2. ↑  Gwyn Jones
3. ↑  Mogens Herman Hansen
4. ↑  The historical importance of VikingAge Waterford
5. ↑  Anales de Inisfallen
6. ↑  Anales dos quatro maestros
7. ↑  Reis de Mann
8. ↑  Anales de Tigernach
9. ↑  N. V. Boekhandel & Antiquariaat.
10. ↑  Anales dos Quatro Maestros